# Glossotrophia capriata
Glossotrophia capriata är en fjärilsart som beskrevs av Hausmann 1993. Glossotrophia capriata ingår i släktet Glossotrophia och familjen mätare. Inga underarter finns listade i Catalogue of Life.